# Mutant (Rollenspiel)
Mutant ist eine schwedische Reihe von Pen-&-Paper-Rollenspielen, die in einer postapokalyptischen Zukunft spielen. Das erste Mutant-Rollenspiel wurde von Äventyrsspel, einer Marke des schwedischen Spieleverlags Target Games, entwickelt und 1984 veröffentlicht. Die neueste Version namens Mutant: År Noll erschien 2014 und wurde 2018 in deutscher Übersetzung als Mutant: Jahr Null veröffentlicht. Außerdem erschienen Brettspiele, Kartenspiele, Computerspiele, Filme, Zeitschriften und Bücher zu mehreren Mutant-Titeln. Der ganzen Mutant-Reihe zugeordnet ist der im Dezember 2019 veröffentlichte offizielle Mutant-Fan-Film, der über YouTube frei zugänglich ist.

## Mutant(1984)
Die erste Mutant-Version, auch Gamla Mutant (schwedisch für „Altes Mutant“) genannt, war inspiriert von dem amerikanischen Rollenspiel Gamma World und wurde 1984 von Äventyrsspel veröffentlicht. Sie spielt in einer fernen Zukunft nach der „Großen Katastrophe“: Nach einer durch Oberflächenproben vom Mars eingeschleppten Epidemie war die menschliche Zivilisation kollabiert. Die Überlebenden hatten sich in Enklaven eingeschlossen und mit genetischen Modifikationen an Tieren und Menschen experimentiert, welche anschließend freigelassen wurden, um herauszufinden, ob sie außerhalb der Enklaven überleben konnten. Von diesen stammen die späteren Mutanten ab. Konflikte zwischen den Enklaven führten zu einem Atomkrieg und dieser wiederum zum Ende der hochtechnologisierten Gesellschaft, von der allerdings Cyborgs, Androiden und eingefrorene Menschen übrigblieben. Hunderte Jahre später beginnen mutierte Tiere und Menschen, langsam eine neue Gesellschaftsordnung aufzubauen. Das Schweden der Zukunft ist in zahlreiche kleinere Gemeinschaften sowie „Verbotene Zonen“ (schwedisch Förbjudna zoner) eingeteilt. Letztere können radioaktiv verseucht und von gefährlichen mutierten Wesen bevölkert sein, allerdings sind dort auch Funde früherer Hochtechnologie am wahrscheinlichsten.
Spielbare Charaktere sind nicht mutierte Menschen, körperlich oder psychisch mutierte Menschen, körperlich oder mental mutierte Tiere sowie Roboter. In späteren Veröffentlichungen kamen Cyborgs, eingefrorene Menschen aus der Zeit vor der Großen Katastrophe und Robotermenschen hinzu.

## Mutant(1989)
Die zweite Mutant-Version, auch Mutant 2089 oder Nya Mutant (schwedisch für „Neues Mutant“) genannt, wurde 1989 von Äventyrsspel veröffentlicht. In einer düsteren Cyberpunk-Welt des Jahres 2089 und der folgenden Jahre lebt die Gesellschaft zusammengedrängt in relativ isolierten Megastädten, die von Megakonzernen kontrolliert werden. Zwischen den Städten ist die Landschaft durch Kriege und Umweltzerstörung verwüstet.
Spielbare Klassen sind Mensch, Mutant, Psimutant und Roboter. Kybernetische Implantate sind weitverbreitet und alle technischen Geräte im sogenannten Cyberspace zusammengekoppelt.

## Mutant R.Y.M.D
Mutant R.Y.M.D wurde 1992 von Target Games veröffentlicht und zeigt Einflüsse von Warhammer 40.000. Regeltechnisch ähnelt es der vorhergehenden Version stark und die Spielwelten sind offiziell kompatibel: Anstatt die Raumfahrt im 21. Jahrhundert aufzugeben, haben die Megakonzerne die Kolonisierung des gesamten Sonnensystems vorangetrieben und die Menschheit steht in Konfrontation mit dem außerirdischen Bösen.

## Mutant Chronicles

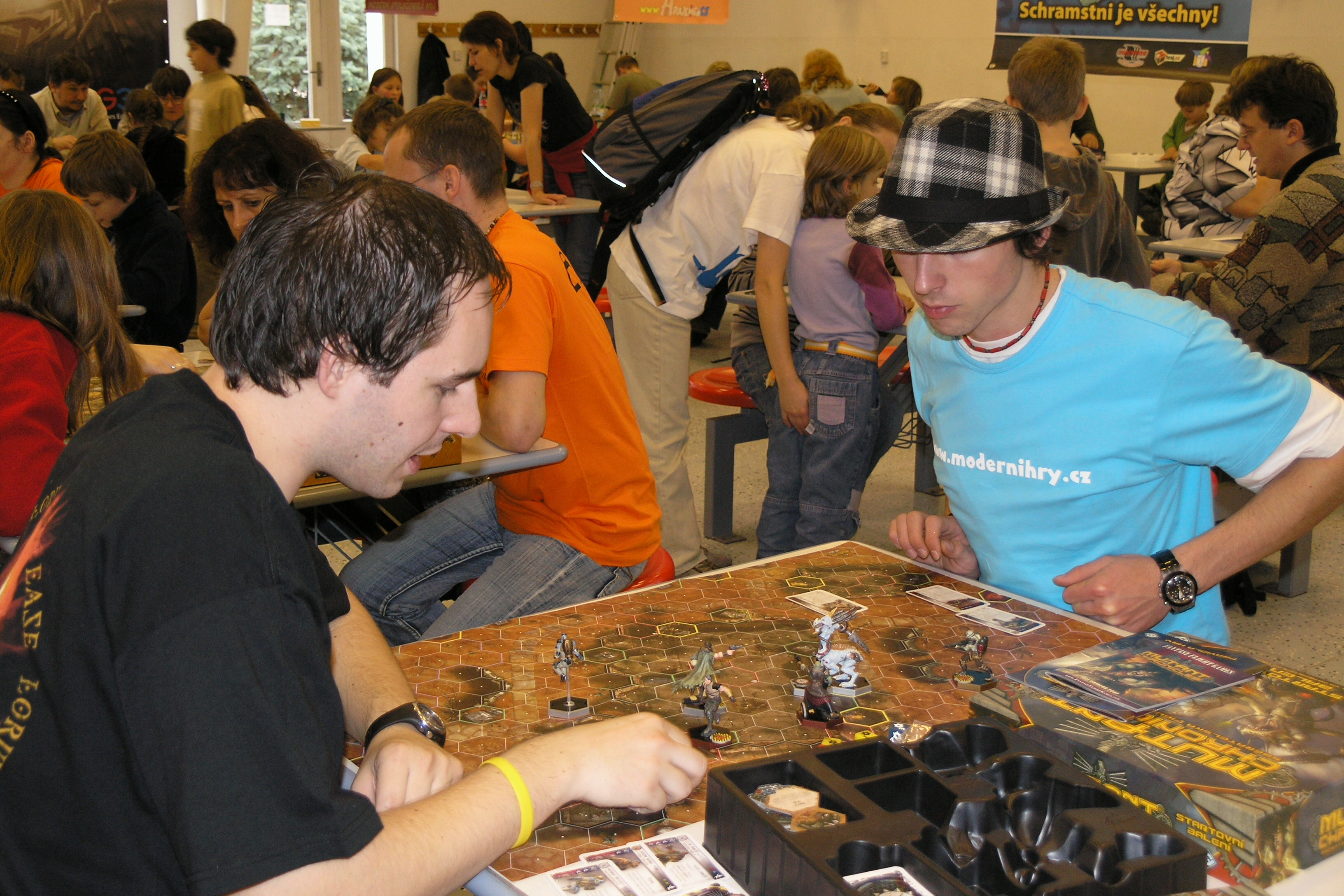
Mutant-Chronicles-Miniaturenspiel von Fantasy Flight Games

Mutant Chronicles ersetzte seinen Vorläufer schon 1993 und lässt sich der Science Fantasy zuordnen, enthält aber auch Horrorelemente aus dem Rollenspiel Kult, das ebenfalls von Target Games herausgegeben wurde. Es spielt in einer futuristischen Welt, in der das von Menschen bewohnte Sonnensystem zwischen sich bekriegenden Megakonzernen aufgeteilt ist und die Öffnung eines Portals zur Bedrohung durch Außerirdische führt.
Mutant Chronicles erschien als erstes Spiel der Reihe auch in englischer Übersetzung unter dem Titel Mutant Chronicles RPG bei Modiphius Entertainment, aktuell in der dritten Edition. Außerdem wurden drei Brettspiele, das Sammelkartenspiel Doom Trooper mit über 170 Millionen verkauften Karten, Tabletop-Miniaturfiguren – das neueste Miniaturenspiel Warzone: Resurrection wurde von Prodos Games veröffentlicht –, Computerspiele, eine Romantrilogie und 2009 ein gleichnamiger Spielfilm zu Mutant Chronicles veröffentlicht.

## Mutant: Undergångens arvtagare
Eine neue Version des Originalspiels von 1984 wurde 2002 unter dem Titel Mutant: Undergångens arvtagare (schwedisch: „Mutant: Erbe(n) des Untergangs“) von dem schwedischen Verlag Järnringen herausgegeben, nachdem Target Games 1999 aufgelöst worden war. Das Grundkonzept einer postapokalyptischen, von Mutanten bevölkerten Welt wurde darin wieder aufgegriffen. Ein 20-minütiges Musikvideo namens Kunskapens pris: balladen om den vilsne vandraren, das auf dem Rollenspiel basiert, wurde 2007 veröffentlicht. 2008 wurden die Veröffentlichungen zu Mutant: Undergångens arvtagare eingestellt.

## Mutant: År Noll
2014 veröffentlichte der schwedische Rollenspielverlag Fria Ligan Mutant: År Noll unter Lizenz von Cabinet Entertainment (damals noch Paradox Entertainment). Die englische Übersetzung Mutant: Year Zero von Modiphius Entertainment erschien im selben Jahr und gewann Auszeichnungen auf der UK Games Expo und der Gen Con 2015. Im Februar 2018 erschien die deutsche Übersetzung Mutant: Jahr Null im Uhrwerk Verlag. Insgesamt wurde Mutant: År Noll in sechs Sprachen übersetzt. Außerdem wurde ein Sammelband mit Kurzgeschichten von Anders Fager unter dem Titel Kaknäs Sista Band herausgegeben. Ein taktisches Abenteuer-Computerspiel namens Mutant Year Zero: Road to Eden wurde im Dezember 2018 für PC, PlayStation 4 und Xbox One veröffentlicht, am 25. Juni 2019 auch für die Nintendo Switch. Die Erweiterung Saat des Bösen (englisch Seed of Evil) erschien am 31. Juli 2019.  Für Sommer 2020 ist eine Reihe von Live-Rollenspielen zu Mutant: Year Zero geplant, die in der Nähe von Stockholm stattfinden werden.
Im Vergleich zu den früheren Versionen ist die Welt in Mutant: År Noll primitiver, näher an den Tagen der Katastrophe und der Fokus liegt wieder stärker auf dem postapokalyptischen Skandinavien. Die Spielercharaktere sind Menschen mit unterschiedlichen Mutationen. Durch die Veröffentlichung von Erweiterungsmodulen kamen mutierte Tiere (Mutant: Genlab Alfa), Roboter (Mutant: Maskinarium) und nicht-mutierte Menschen (Mutant: Elysium) hinzu.